# Slag bij Largs
De Slag bij Largs was een gevecht tussen het leger van Noorwegen en het koninkrijk Schotland bij het huidige Largs. Het was de enige slag in de Schots-Noorse Oorlog.

## Achtergrond
Het eiland Man, Kintyre en de Hebriden behoorden sinds de 12e eeuw toe aan Noorwegen. Sinds 1240 probeerde de Schotse koning Alexander II van Schotland de gebieden van Noorwegen te kopen, maar Noorwegen bleef weigeren. Zijn opvolger, Alexander III van Schotland probeerde dit opnieuw maar weer weigerde Noorwegen. Als gevolg hiervan ontstond in 1262 de Schots-Noorse Oorlog.

## Gebeurtenissen
Op 1 oktober werd een vloot van Noorse schepen verrast door slecht weer toen zij voor anker lagen. Hierdoor dreven zes schepen weg en die werden aangevallen door boogschutters van het Schotse leger. Na deze aanval werd er op die dag verder niet meer gevochten.
De volgende dag, 2 oktober, gingen de Noren aan land om het gebied te verkennen. Hierbij werden zij echter opgemerkt door de Schotten en begonnen de gevechten. Het gerucht gaat dat de Schotten tien keer zoveel soldaten hadden als de Noren, waarop koning Haakon IV van Noorwegen snel in veiligheid werd gebracht en de Noorse troepen zich terugtrokken. Vanwege de heftige storm die op dat moment aan de gang was, kon koning Haakon maar één schip sturen als versterking. Na aankomst van dit schip gingen de Schotten een stuk verder het land in, waarna het een strijd werd op lange afstand, waarbij de pijl-en-boog gebruikt werd. Na verloop van tijd trokken beide legers zich volledig terug en was de slag afgelopen, zonder een duidelijke winnaar.